# 二口林道

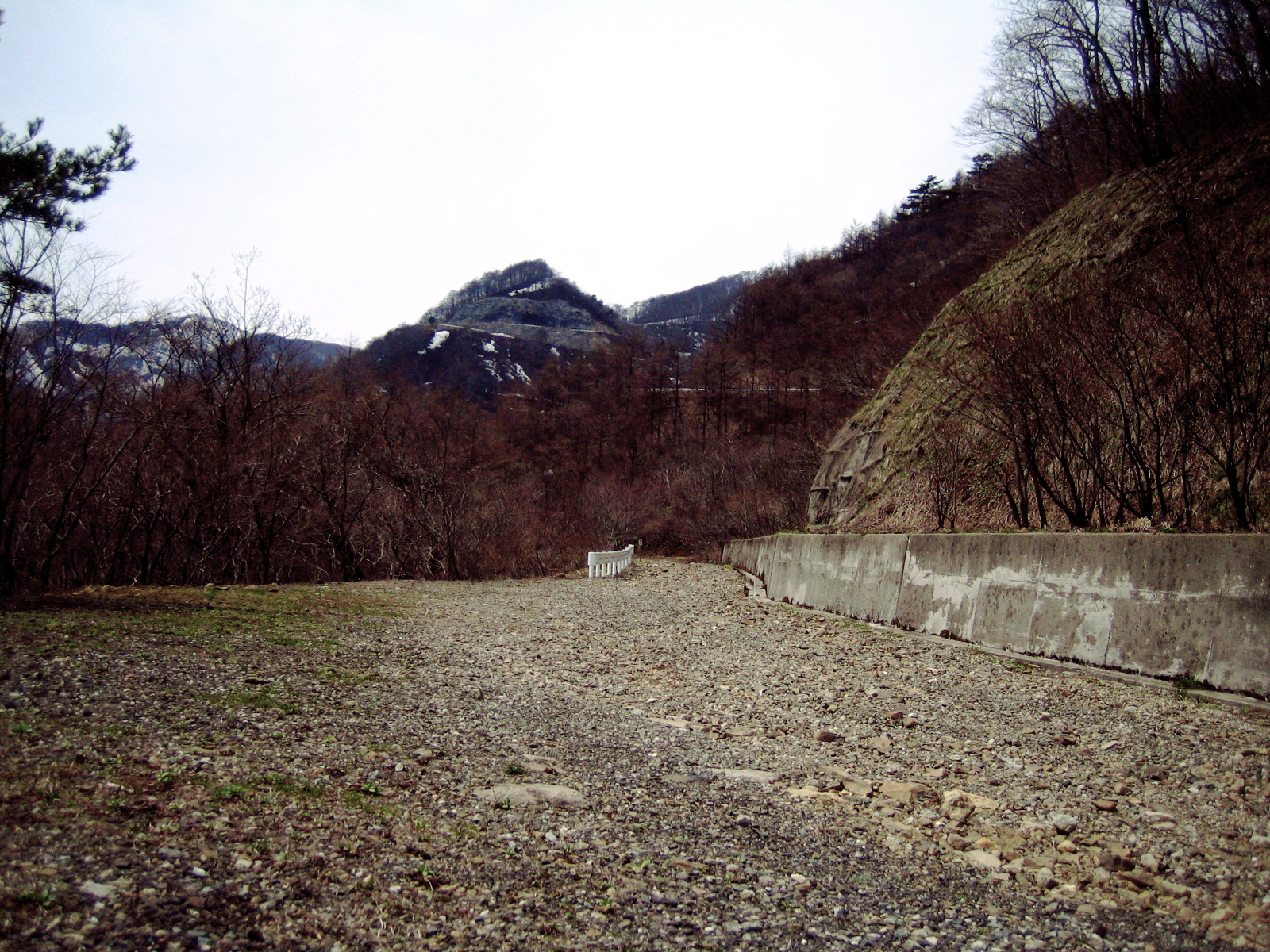
二口林道（宮城側）より二口峠を望む

二口林道（ふたくちりんどう）は、奥羽山脈の二口峠を越えて山形県山形市大字山寺（北緯38度17分38.9秒 東経140度27分40.4秒 / 北緯38.294139度 東経140.461222度）と宮城県仙台市太白区秋保町大字馬場（北緯38度16分20.8秒 東経140度32分46.8秒 / 北緯38.272444度 東経140.546333度）とを結ぶ林道である。総延長19.0キロメートル（山形県側：9.0km、宮城県側：10.0km）、最高点の標高は934メートル。
江戸時代からの街道を引継ぎ、自動車通行可能な道路としては1973年に開設になった。かつては県道の一部区間であったが、県境付近が林道に降格になり、宮城県道・山形県道62号仙台山寺線に挟まれた状態になっている。

## 概要
当林道は蔵王国定公園や宮城県立自然公園二口渓谷を貫き、沿道には二口番所跡や奇岩「磐司岩」などがある。また、当林道の前後の県道仙台山形線沿いの仙台市側には秋保大滝や秋保温泉、山形市側には立石寺（山寺）があり、両観光地を結ぶ最短路となっている。
宮城県の県庁所在地の仙台市と山形県の県庁所在地の山形市とは市境を接している。両市をつなぐ道路には北の国道48号（関山街道・作並街道）、真ん中の二口林道、南の国道286号（笹谷街道およびそれに並行する山形自動車道）の三つのルートがある。このうち両市内のみを通過して結ぶのはこの二口林道のみである。江戸時代まで輸送は主に人か馬によるものだったため、傾斜はあるが距離の短い二口峠を通るルートが利用された。
マイクロバスを含む大型自動車通行禁止の規制区間であり、冬期通行止めが実施される。全線舗装されており、自動車の通行が可能であるが特に宮城県側で急勾配、九十九折区間が多い危険な道路である。幅員4.0m-7.0mであり、車のすれ違いを待避所で行う必要がある区間がある。1973年の改良以来長らく宮城県側で舗装区間と未舗装区間が混在する状況であったが、2019年8月9日に舗装工事等が終了し全面開通した。

## 歴史

### 江戸時代まで
二口峠の名は、一つの道路が峠の部分で二つに分岐し、また一つになったことに由来する。山形城下の二口橋から落合を通る道を、風間追分で二口に分岐し、高瀬地区の高沢（当時は高野と呼ばれていた）･上東山から清水峠（高野道）を越えるルートと、山寺から山伏峠（山寺道）を越えるルートがあった。山伏峠は山寺の寺社領を通っており、勾配が緩やかで屏風状に連なる山々による日陰が多かったことから魚の輸送に適し、高野道は距離が短かったことから、急ぎの荷物が運ばれた。現在の二口林道は、ほぼ山伏峠のルートに当たる。仙台と山形を結ぶ最短ルートであり、この道を開削したのは、立石寺を開基した円仁（慈覚大師）という伝説がある。仙台からは海産物が運ばれ、山形からは最上川の舟運を経て上方からの商品や農作物、蝦夷地の昆布が運ばれた。仙台藩側には二口番所が置かれた。

### 明治の二口山道
明治5年（1872年）に、山形県の村山郡山寺村馬方駅（馬方組）の人々が、二口街道を牛馬通行可能にする工事の許可を県に願い出て、3月に工事をはじめた。続いて宮城県士族大竹徳治と仙台の北目町の商人若生儀兵衛が発起して、宮城県側での工事にとりかかった。費用約1000円は大竹らが負担して同年9月中旬までに完成させ、通行料をとって償却することにした。料金は荷物1個（重さ7貫目までを1個と数えた）につき永7文（永銭勘定による7文）、人1人につき永3文と定められた。大竹徳治は開通後まもなく亡くなった。山形県側では馬方組が資金700円を用意したが、資金不足で行き詰り、山形県の働きかけを受けた宮城県宮城郡石浜（現在の塩竈市）の海運業者白石広造が300円を出資し、明治6年（1873年）10月に完成させた。
二口山道は、物資輸送に大いに活用されたが、1882年（明治15年）に関山トンネルを通って馬車が行き来できる関山街道（現国道48号）ができると、そちらに利用を奪われ衰退した。1883年（明治16年）の交通量の2年前の3分の1以下になり、建設費の償却に苦しむことになったという。

### 昭和・平成の二口林道
二口林道は、自動車の通行を目指して1960年代から改修工事をはじめ、1973年（昭和48年）に開通した。工費は宮城県と山形県あわせて合計約4億4千万円である。林道として予算を立てたが、秋保と山寺という二観光地を結ぶ道路を建設する構想があった。ところが毎年のようにどこかが崩れて通行止めになり、開設費用の倍以上の改修費を注ぎ込みながらろくに通れない道路になった
1999年（平成11年）8月の豪雨で路面が崩壊したため、宮城県側が全線通行止めになった。2002年（平成14年）に白糸の滝近くまで部分開通したが、全面開通に必要な事業費4億3000万円の県負担分が国庫補助事業では5割だったため工事をせずに放置し続けていた。政権交代によって地域活性化・公共投資臨時交付金が活用出来るようになり、県の負担分が5パーセントとなったため、2010年（平成22年）に工事を始めた。2011年（平成23年）10月30日に、12年振りに全通した（ただし、11月7日から冬季閉鎖となる）。
2007年（平成19年）9月に上陸した台風9号により、山形側で大規模な土石流が発生したが、その後の復旧工事によって復旧が完了した。